# Alexis Vastine
Alexis Alain Vastine (Pont-Audemer, 17 de noviembre de 1986-Villa Castelli, Argentina, 9 de marzo de 2015) fue un deportista francés que compitió en boxeo. Su hermano Adriani compitió en el mismo deporte.
Participó en dos Juegos Olímpicos de Verano, obteniendo una medalla de bronce en Pekín 2008, en el peso superligero, y el quinto lugar en Londres 2012, en el peso wélter ligero. Ganó una medalla de plata en el Campeonato Europeo de Boxeo Aficionado de 2010, en la categoría de 69 kg.
Falleció en marzo de 2015, a los 28 años, en un accidente aéreo en la provincia de La Rioja (Argentina), al colisionar el helicóptero en el que viajaba.

## Palmarés internacional
| Juegos Olímpicos   | Juegos Olímpicos | Juegos Olímpicos  | Juegos Olímpicos |
| Año                | Lugar            | Medalla           | Categoría        |
| ------------------ | ---------------- | ----------------- | ---------------- |
| 2008               | Pekín (China)    | Medalla de bronce | 64 kg            |
| Campeonato Europeo |                  |                   |                  |
| Año                | Lugar            | Medalla           | Categoría        |
| 2010               | Moscú (Rusia)    | Medalla de plata  | 69 kg            |